# Adelpha aricia
Espèce
Adelpha aricia  est une espèce de papillons de la famille des Nymphalidae, sous famille des Limenitidinae et du genre Adelpha.

## Dénomination
Adelpha aricia a été décrit par William Chapman Hewitson en 1867 sous le nom Heterochroa aricia.

### Sous-espèces
- Adelpha aricia aricia;  présent en Bolivie.
- Adelpha aricia portunus Hall, 1938; dans le nord du Pérou
- Adelpha aricia serenita Fruhstorfer, 1915; présent au Pérou
- Adelpha aricia ssp; au Pérou[1].

## Description
Adelpha  aricia est un papillon au bord externe des ailes antérieures légèrement concave au dessus marron marqué d'une bande blanche dans l'aire discale des ailes antérieures et postérieures formant un grand V avec aux ailes antérieures une ligne submarginale couleur jaune allant du bord costal à la moitié de l'aile.
Le revers est beige nacré taché de beige rosé avec la même bande blanche que sur le dessus.

## Écologie et distribution
Adelpha aricia est présent en Bolivie et au Pérou. 

### Protection
Pas de statut de protection particulier.